# San Pablo Guelatao
San Pablo Guelatao är en ort i Mexiko.   Den ligger i kommunen Matamoros och delstaten Coahuila, i den centrala delen av landet, 800 km nordväst om huvudstaden Mexico City. San Pablo Guelatao ligger 1 131 meter över havet och antalet invånare är 173.
Terrängen runt San Pablo Guelatao är platt. Runt San Pablo Guelatao är det mycket glesbefolkat, med 3 invånare per kvadratkilometer. Närmaste större samhälle är San Pedro, 3,0 km sydost om San Pablo Guelatao. Omgivningarna runt San Pablo Guelatao är i huvudsak ett öppet busklandskap.